# Географија Хрватске
Хрватска се налази у југоисточној Европи на Балканском полуострву. Територија Хрватске заузима 56.594 2, a поред тога око 32.068 km2 на мору. Њен облик подсећа на бумеранг, а граничи се са Словенијом на северозападу, Мађарском на северу, Србијом на истоку, Црном Гором на југу, Босном и Херцеговином дуж реке Саве и Динарског планинског масива и Италијом преко Јадранског мора. Мали део територије око града Дубровника Хрватске је одвојен од матице делом којим Босна и Херцеговина излази на Јадран, где је град Неум.
Укупна дужина копнених граница Хрватске је 2.197 km, од тога је граница са Босном и Херцеговином 932 km, 670 km са Словенијом, 329 km са Мађарском, 241 km са Србијом и 25 km са Црном Гором. На северном Јадрану додирују се територијалне воде Хрватске и Италије. Дужина јадранске обале је 1.778 km (рачунајући острва 6.176 km).
Према клими и рељефу, Хрватска се може поделити у три целине: континенталну, динарску и јадранску.
Панонска Хрватска заузима југозападни део Панонске низије, прошаран ниским планинама и рекама Савом, Дравом и Дунавом. У овом делу земље влада умерена континентална клима. Ова област се може даље поделити на северну Хрватску и Славонију. Северна Хрватска заузима део око реке Купе до мађарске границе и чине га: део око река Саве и Купе са градовима Загреб, Карловац и Сисак који је економски и демографски центар државе, Хрватско Загорје и Прекомурје између река Драве и Муре. Славонија је равница између Саве, Драве и Дунава, а често се у њу убрајају Барања (око доњег тока Драве) и Западни Срем.
Динарске планине спадају у ред средњих планина по висини и граница су између Јадранског и Црноморског слива. Овај део укључује брдски део Горског Котара од Ријеке до Карловца, долине Лику и Крбаву између планине Велебит и босанско-херцеговачке границе, као и планине Далмације (Далматинска Загора и Биоково).
Јадрански обални део се састоји углавном од крашких предела и има медитеранску климу. Јадранска обала Хрватске је изузетно разуђена. Ширина обалског дела значајно варира. Док је на наким местима широка тек неколико километара (испод Велебита и Биокова), на неким местима залази дубље у копно. Велики део хрватских река које се уливају у Јадранско море је кратко, а једини изузетак је Неретва.
Историјски се обални део може поделити у три региона:
- Истра — полуострво на северозападу Хрватске
- Хрватско приморје — између Ријеке и Сења са Кварнерским острвима.
- Далмација — разуђена обала Јадранског мора јужно од околине Задра, са бројним острвима и брдским залеђем и историјски важним градовима као што су Сплит и Дубровник.

## Површина и границе
Територија Хрватске покрива 56.594 2, што је чини 172. највећом земљом на свету. Физичка географија Хрватске дефинисана је њеном локацијом — она се описује као део централне и југоисточне Европе и као део Балканског полуострва. Хрватска се граничи са Босном и Херцеговином (1.009,1 km) и Србијом (317,6 km) на истоку, са Словенијом има заједничку границу од 667,8 km на западу, са Мађарском 355,5 km на северу, док се на југу граничи са Црном Гором и то дужином од свега 22,6 km. Лежи претежно између 42° и 47 °CГШ и 13° и 20° ИГД. Један део на крајњем југу Хрватске одвојен је од матице делом којим Босна и Херцеговина излази на Јадран, где је град Неум.
Граница са Мађарском у дужини од 348 km наслеђена је из Југославије. Већи део ове границе представља река Драва или њено некадашње корито; тај део границе датира још из средњег века. Граница у Међумурју и Барањи била је дефинисана као граница између Краљевине Мађарске и Краљевине Срба, Хрвата и Словенаца, касније преименоване у Краљевину Југославију у складу са тријанонским споразумом из 1920. Данашња 956 km дугачка граница са Босном и Херцеговином и 19 km са Црном Гором у великој мери је резултат Османског освајања и каснијег поновног освајања у Великом турском рату (1667—1698) формално завршеним карловачким миром, као и Кандијског и Турско-млетачког рата (1714—1718). Границе су незнатно модификоване током 1947. године, када су дефинисане све границе бивших југословенских република од стране комисије за демаркацију, која је имплементирала одлуке донете током заседања АВНОЈ-а 1943. и 1945. године. Комисија је такође дефинисала Барању и Међумурје као хрватску територију и поставила данашњу 314 km дугу границу између Србије и Хрватске у Срему, која се простире долином Дунава од Илока до ушћа Драве у Дунав и даље на север, до мађарске границе; део Илок-Драва била је и граница између Краљевине СХС и Краљевине Хрватске и Славоније и Бачко-бодрошке жупаније које су постојале до 1918. године (до пред крај Првог светског рата). Већи део 600 km дуге границе са Словенијом такође је дефинисан од стране поменуте комисије, а те границе поклапају се са границама некада постојеће Краљевине Хрватске и Славоније, а успостављен је и нови део хрватске границе северно од Истре, сходно етничком саставу дате територије која је претходно припадала Краљевини Италији.
У складу са мировним уговором са Италијом из 1947. године, који представља део Мировне конференције у Паризу, острва Црес, Ластово и Палагружа, као и градови Задар и Ријека и већи део Истре припао је комунистичкој Југославији и Хрватској, а Слободна Територија Трста (скраћено СТТ) је изборила своју независност као град-држава. СТТ је 1954. године подељен тако да су северни делови припали Италији, док је остатак припао Југославији. Ова подела озваничена је 1975. године Озимским споразумом. Део СТТ који је припадао Југославији касније је подељен између Хрватске и Словеније, у великој мери у складу са етничким карактеристикама становништва појединих области.
Крајем 19. века, Аустроугарска је формирала геодетску мрежу, за коју је репер надморске висине био просечан ниво Јадранског мора у месту Сарторио пјер у Трсту. Овај репер је касније задржан од стране Аустрије, који је касније прихватила и Југославија, а након тога је прихваћен и од стране држава које су настале распадом исте, укључујући и Хрватску.
| Словенија           | 600 km   |
| Мађарска            | 348 km   |
| Србија              | 314 km   |
| Босна и Херцеговина | 956 km   |
| Црна Гора           | 19 km    |
| Укупно              | 2.237 km |

### Екстремне тачке
Екстремне тачке у Хрватској су Жабник у Међумурју, као најсевернија, Рађевац близу Илока, као најисточнија, рт Лако близу Башаније у Истри, као најзападнија и острвце Галијула у архипелагу Палагружа као најјужнија тачка. Када је реч о копненом делу Хрватске, рт Оштра на полуострву Превлака представља најјужнију тачку.
| Екстремне тачке Хрватске                                                                                  | Екстремне тачке Хрватске | Екстремне тачке Хрватске | Екстремне тачке Хрватске  | Екстремне тачке Хрватске                                           |
| Тачка | Име                      | Део                      | Област                    | Напомена                                                           |
| --- | ------------------------ | ------------------------ | ------------------------- | ------------------------------------------------------------------ |
| Најсевернија                                                                                              | Жабник                   | Свети Мартин на Мури     | Међумурје                 | 46° 33′ N 16° 22′ E / 46.550° С; 16.367° И                         |
| Најјужнија*                                                                                               | Галијула                 | Архипелаг Палагружа      | Сплит-Далмација           | 42° 23′ N 16° 21′ E / 42.383° С; 16.350° И                         |
| Најјужнија*                                                                                               | Рт Оштра                 | Превлака                 | Дубровник-Неретва         | 42° 24′ N 18° 32′ E / 42.400° С; 18.533° И                         |
| Најисточнија                                                                                              | Рађевац                  | Илок                     | Вуковар-Срем              | 45° 12′ N 19° 27′ E / 45.200° С; 19.450° И                         |
| Најзападнија                                                                                              | Рт Лако                  | Умаг                     | Истра                     | 45° 29′ N 13° 30′ E / 45.483° С; 13.500° И                         |
| Највиша                                                                                                   | Динарски врх             | Динара                   | Шибенско-книнска жупанија | 1831 m надморске висине, 44° 3′ N 16° 23′ E / 44.050° С; 16.383° И |
| Најнижа                                                                                                   | Јадранско море           | Средоземно море          | Н/Д                       | надморска висина, 43° N 15° E / 43° С; 15° И                       |
| *Рт Оштра је најјужнија тачка копненог дела државе, док је Галијула најјужнија тачка хрватске територије. |                          |                          |                           |                                                                    |

### Поморска права
Италија и Југославија су своју поморску политику поделе Јадранског мора дефинисале 1968. године, са додатним споразумом о граници у заливу Трст 1975. године у складу са озимским споразумом. Све државе наследнице некадашње Југославије прихватиле су ове споразуме. Хрватске територијалне воде обухватају 18.891 km², док унутрашње воде, које се налазе у оквиру основне линије покривају додатних 12.498 km². Хрватска је такође прогласила и Заштићени еколошко-риболовни појас (енгл. Ecological and Fisheries Protection Zone; скраћено ZERP) — део Ексклузивне економске зоне — као проширење континенталне границе гребена.

### Гранични спорови

#### Спорови око поморских граница
Хрватска и Словенија почеле су преговоре за дефинисање поморске границе у Пиранском заливу 1992. године, али нису успеле да се договоре, па је дошло до спора. Обе земље декларисале су своје економске зоне које се делимично поклапају. Захтев Хрватске за чланство у Европској унији био је у почетку суспендован, све док се не реши гранични спор са Словенијом. На крају се дошло до решења уз помоћ међународне арбитражне комисије формиране од стране Уједињених нација, а решење су прихватиле обе земље, па је то омогућило Хрватској да настави своје преговоре са Европском унијом. Спор није узроковао никакве друге проблеме, сем поменутог проблема око чланства у ЕУ, чак ни пре доношења споразума о арбитражи.
Поморска граница са Босном и Херцеговином формално је договорена 1999. године, али се неколико прописа и даље оспоравају — полуострво Клек и неколико мањих острва у пограничном делу. Између Хрватске и Црне Горе поморска граница оспорава се у делу код Бококоторског залива, на полуострву Превлака. Ситуација се погоршала заузимањем полуострва од стране Југословенске народне армије и касније од стране војске Србије и Црне Горе, а спор је делимично решен уз помоћ посматрачке мисије Уједињених нација, која је трајала до 2002. године. Хрватска је добила поменуту територију уз одобрење да у тим водама буде присутно и црногорско људство, а проблем је постао далеко мање споран од стицања независности Црне Горе 2006. године.

#### Спорови око копнених граница
Спорови око копнених граница вођени су углавном око мањих делова земље. Спорови око граница између Хрватске и Словеније су спорови око доњег тога реке Драгоње, где Словенија присваја три засеока на левој обали реке; врх Света Гера планине Жумберак, где тачне територијалне претензије никада нису направљене и чини се да се спор води само око касарне на самом врху; и дуж реке Муре, где Словенија захтева да граница иде дуж садашњег корита реке, а не оног које је некада постојало и присваја (углавном, ако не и потпуно ненасељен) део земље у близини села Хотиза. Ови спорови су такође у процесу решавања уз помоћ арбитражне комисије.
Постоје и гранични спорови око појединих територија између Хрватске и Србије. Обе земље данас контролишу једну обалу данашње реке, али Хрватска тврди да граница треба да прати катастарске границе између бивших република СР Хрватске и СР Србије, као што је дефинисано од стране југословенске комисије 1947. године (које су се односиле на старо корито реке); Хрватска такође својим територијама сматра и острва Вуковар и Шаренград која су смештена на Дунаву. Хрватска се спори и са Босном и Херцеговином око појединих територија, тврдећи тако да је канал реке Унчице смештен на десној обали Уне код Хрватске Костајнице граница између ове две државе, док Босна и Херцеговина тврди да сама река Уна представља границу.

## Физичка географија

### Топографија
Већина Хрватске је равничарска, па је тако чак 53,42% укупне територије смештено на висинама мањим од 200 m. Равнице се претежно налазе у северним деловима земље, углавном у Славонији која представља део Панонског басена. Предели висине између 200 и 500 m заузимају 25,61% укупне територије Хрватске, док 17,11% Хрватске представљају области висине између 500 и 1.000 m. Надморска висина између 1.000 и 1.500 m карактерише 3,71% укупне територије, док је свега 0,15% државе смештено на висинама већим од 1.500 m. Такозвана “висока” Хрватска, односно предели на висинама већим од 1.500 m, налази се претежно у Динарским Алпима, тачније у Лики и Горском котару, мада постоје и области, иако знатно мање по површини, на тим висинама у читавој држави. Панонски басен и Динарски Алпи, заједно са Јадранским басеном, представљају главне геоморфолошке делове Хрватске.

#### Јадрански басен
Дужина хрватске копнене обале која излази на Јадранско море износи 1.777,3 km, док њених 1.246 острва имају додатних 4.058 km обале. Растојање између екстремних тачака јадранске обале износи 526 km. Број острва укључује укупан број острва, острваца и стена свих величина, чак и оних које се могу видети једино током осеке. Највећа хрватска острва у Јадранском мору су Црес и Крк, од којих свако заузима површину од 405,78 km²; највише острво је Брач, које достиже висину од 780 m изнад нивоа мора. Од укупног броја острва, 47 њих је стално насељено, а најмногољуднија међу њима су Крк и Корчула.
Обала Хрватске је најразуђенија обала у читавом Медитерану. Већина обале одликује се крашким облицима рељефа, развијеним од јадранске карбонатне платформе. Карстификација је у великој мери почела након коначног издизања Динарида у олигоцену и миоцену, када су карбонатне стене биле изложене атмосферским утицајима попут кише; ови предели обухватају и области 120 m испод данашњег нивоа мора, који су били изложени дејствима поменутих фактора током пада нивоа мора у периоду последњег леденог доба. Процењује се да су неки крашки облици рељефа у вези са ранијим опадањима нивоа мора, међу којима је најзначајнија месинска криза салинитета. Највећи део источне обале састоји се од карбонатних стена, док су флишни облици рељефа значајније заступљени у заливу у близини обале Трста, у заливу Кварнер насупрот обале Крка и у Далмацији северно од Сплита. Постоје упоредиво мале алувијална подручја Јадранског мора у Хрватској, а најзначајније међу њима представља делта Неретве. Западна Истра налази се у процесу постепеног нестајања, с обзиром да је ниво мора порастао за 1,5 m у последњих 2.000 година.
У средњем делу Јадранског басена постоје докази вулканских активности из перма, тачније на острву Вис у области Комижа, као и на острвима Јабука и Брусник. Земљотреси су честа појава у подручју око Јадранског мора, мада су они толико слаби да се готово не могу ни осетити; земљотреси који су веће јачине и који чине значајнију штету јављају се на сваких неколико деценија, док се они велики јављају на свака неколико века.

##### Острва
Хрватској припада 1.246 острва, од којих је 47 насељено.
| Највећа острва у Хрватској |           |          |
| Број                       | Име       | Површина |
| 1.                         | Црес      | 405,70   |
| 2.                         | Крк       | 405,22   |
| 3.                         | Брач      | 395,44   |
| 4.                         | Хвар      | 299,66   |
| 5.                         | Паг       | 284,56   |
| 6.                         | Корчула   | 276.03   |
| 7.                         | Дуги оток | 114,44   |
| 8.                         | Мљет      | 100,41   |
| 9.                         | Вис       | 90,26    |
| 10.                        | Раб       | 90,84    |
| 11.                        | Лошињ     | 74,68    |

#### Динарски Алпи
Динарски Алпи повезани су са касним јурским и каснијим борањем и потисцима у том појасу, а представљају део алпске орогенезе, протежући се југоисточно од јужних Алпа. Динариди у Хрватској обухватају читаве регионе Горског котара и Лике, као и знатне делове Далмације, са својом североисточном ивицом која се протеже на висини од 1.181 метар у Банији (планина Жумберак), уз долину Саве, док најзападнији делови леже на висини од 1.272 m (Ћићарија) и 1.396 m (Учка) у Истри. Динарски масив садржи највише планине у Хрватској — 1.831 метар висока Динара — као и друге планине више од 1.500 m: Биоково, Велебит, Пљешевица, Велика Капела, Рисњак, Свилаја и Сњежник.
Крашка топографија чини око половине Хрватске и посебно је изражена у Динаридима. Сходно томе, постоји велики број пећина у Хрватској; 49 пећина је дубље од 250 m, 14 њих дубље од 500 m, док три пећине имају дубину већу од 1.000 m. Најдужа пећина у Хрватској, Кита Гаћешина, уједно и најдужа пећина у Динарским Алпима, дугачка је 20.656 m.
| Највиши планински врхови у Хрватској | Највиши планински врхови у Хрватској | Највиши планински врхови у Хрватској | Највиши планински врхови у Хрватској       |
| Планина                              | Врх                                  | Надморска висина                     | Координате                                 |
| ------------------------------------ | ------------------------------------ | ------------------------------------ | ------------------------------------------ |
| Динара                               | Динара                               | 1.831 m                              | 44° 3′ N 16° 23′ E / 44.050° С; 16.383° И  |
| Биоково                              | Свети Јуре                           | 1.762 m                              | 43° 20′ N 17° 03′ E / 43.333° С; 17.050° И |
| Велебит                              | Вагански                             | 1.757 m                              | 44° 32′ N 15° 14′ E / 44.533° С; 15.233° И |
| Пљештавица                           | Озеблин                              | 1.657 m                              | 44° 47′ N 15° 45′ E / 44.783° С; 15.750° И |
| Велика Капела                        | Бјелоласица-Кула                     | 1.533 m                              | 45° 16′ N 14° 58′ E / 45.267° С; 14.967° И |
| Рисњак                               | Рисњак                               | 1.528 m                              | 45° 25′ N 14° 45′ E / 45.417° С; 14.750° И |
| Свилаја                              | Свилаја                              | 1.508 m                              | 43° 49′ N 16° 27′ E / 43.817° С; 16.450° И |
| Сњежник                              | Сњежник                              | 1.506 m                              | 45° 26′ N 14° 35′ E / 45.433° С; 14.583° И |

#### Панонски басен
Панонски басен стекао је свој облик током миоцена проређивањем и таложењем структура формираних током касне палеозојске херцинске орогенезе. Палеозојске и мезозојске структуре видљиве су на Папуку и осталим планинама у Славонији. Процеси су такође довели до формирања стратовулкансог ланца у басену пре 12—17 милиона година; интензивирано таложење примећено је у периоду до 5 милиона година, као и базалтних поплава пре 7,5 милиона година. Савремено тектонско уздизање Карпатских планина прекинуло је проток воде до Црног мора па је тако формирано Панонско море. Тада су седименти са Карпатских и Динарских планина одлазили у овај басен, са посебно дубоким флувијаним седиментима депонованих током плеистоцена у периоду формирања Трансдунавских планина. Коначно, око 3.000 m седимената депоновано је у басен, а море је на крају отекло кроз Ђердапску клисуру.
Резултати овога су данашње велике равнице — источна славонска Барања и регион Срема, као и долине река, пре свега долине Саве, Драве и Купе. Равнице су испресецане грабенима и хорстовима, за које се верује да су представљали острва у некадашњем Панонском мору. Највиши међу њима су 1.059 m висока Иваншћица и 1.035 m Медведница на северу Загреба — обе делимично припадају Хрватском Загорју — као и 984 m висок Псуњ и 953 m висок Папук, који представљају највише структуре које окружују Пожегу. Псуњ, Папук и суседна Крндија састоје се претежно од палеозојских стена насталих у периоду од пре 300 — 350 милиона година. Пожешка гора, у близини Псуња, садржи много више младих неогенских стена, али постоје и седименти и магматске стене из периода горње креде које формирају главни, 30 km дуги гребен брда; они представљају највеће магматске платформе у Хрватској. Мањи део магматских терена је такође присутан на Папуку, у близини Воћина. Ове две, као и планина Мославачка гора, вероватно представљају остатке вулканског лука из исте тектонске плоче која је сударом створила Динарске Алпе.

### Хидрографија
Највећи део Хрватске — чак 62% њене територије — припада сливу Црног мора. Подручје обухвата највеће реке које протичу кроз земљу: Дунав, Сава, Драва, Мура и Купа. Остатак река припада сливу Јадранског мора, где је највећа река Неретва. Најдуже реке су Сава (562 km), Драва (305 km), Купа (296 km), као и 188 km дугачак део Дунава који протиче кроз Хрватску. Најдуже реке које отичу у Јадранско море су Цетина (101 km) и свега 20 km дугачка секција Неретве.
Највеће језеро у Хрватској је Вранско језеро, 30,7 km² велико, смештено у северној Далмацији, потом 17,1 km² велико језеро Дубрава, близу Вараждина, Перућачко језеро које заузима површину од 13 km² на реци Цетини, Прокљанско језеро близу Скрадина површине 11,1 km² и 10,1 km² велико језеро Вараждин смештено на реци Драви близу Вараждина. Најпознатија језера у Хрватској су Плитвичка језера, систем од 16 језера са водопадима која су повезана преко доломитних и кречњачких каскада. Језера су позната по својим карактеристичним бојама, које варирају од тиркизне до боје нане, сиве или плаве. Хрватска је и изузетно богата када су у питању мочваре. Четири од њих на листи су међународно значајних Рамсарских подручја: Лоњско поље у долини Саве и Лоње код Сиска, Копачки рит на ушћу Драве у Дунав, Делта Неретве и Црне Млаке близу Јастребарског.
Просечна годишња стопа падавина и испаравања износи 1.162 милиметара, односно 700 милиметара. Узимајући у обзир укупни биланс воде, укупни хрватски водни ресурси садрже 25.163 m³ воде годишње по глави становника, укључујући 5.877 m³ воде годишње по глави становника из извора унутар Хрватске.

### Клима
Већина Хрватске има умерено топлу и кишну континенталну климу по Кепеновој класификацији климата. На северном и на источном делу је континентална, медитеранска на обалама, а умереноконтинентална клима преовлађује у северно-централном региону. Средња месечна температура креће се између −3 °C у јануару и 18 °C у јулу. Најхладнији делови земље су Лика и Горски котар, где се шумска снежна клима јавља на висинама већим од 1.200 m. Најтоплија подручја Хрватске су смештена на јадранској обали, која се одликује медитеранском климом са морским температурама. Сходно томе, температурни максимуми су израженији у континенталним деловима земље: −36 °C била је најнижа забележена температура 4. фебруара 1929. године у Госпићу, док је највиша температура икад забележена износила 42,8 °C, а то је било 5. августа 1981. године у Плочама.
Средња годишња количина падавина креће се између 600 и 3.500 милиметара, у зависности од географског региона и преовлађујућег типа климе. Најмање падавина забележено је у спољашњим острвима (Вис, Ластово, Бишево, Светац) и у источним деловима Славоније, док се највећа количина падавина јавља на Динаридима и у Горском котару, где се јављају и неки од највиших годишњих количина падавина у Европи.
Ветрови у унутрашњости су претежно слаби до умерени на североистоку и југозападу, док у приобалном подручју јачина ветрова углавном зависи од карактеристика датог подручја. Веће брзине ветрова су углавном забележене у хладнијим месецима дуж обале, а углавном су то бура или југо. Најосунчанији делови земље су острва, у првом реду Хвар и Корчула, где је забележено више од 2.700 сунчаних сати током године, праћени углавном обалним подручјем, северном обалом Јадрана и Славонијом, где свака област има више од 2.000 сунчаних сати годишње.
Током лета 2007. године, далматинско приморје је захватио читав низ пожара у којима је животе изгубило дванаест ватрогасаца на Корнатима.
| Дубровник                                | 12,2 | 28,3 | 95,2  | 11,2 | 24,1 | 4,4  |
| Осијек                                   | 2,6  | 28,0 | 45,5  | 12,2 | 60,8 | 10,2 |
| Ријека                                   | 8,7  | 27,7 | 134,9 | 11,0 | 82,0 | 9,1  |
| Сплит                                    | 10,2 | 29,8 | 77,9  | 11,1 | 27,6 | 5,6  |
| Загреб                                   | 3,1  | 26,7 | 48,6  | 10,8 | 81,0 | 10,9 |
| Извор: Светска метеоролошка организација |      |      |       |      |      |      |

### Биодиверзитет
Хрватска се може поделити на велики број екорегиона на основу своје климе и геоморфологије, па је због тога и једна од најбогатијих земаља у Европи у погледу биолошке разноврсности. Постоје четири биогеографска региона у Хрватској: медитерански, дуж обале и у њеном непосредном залеђу; Алпски, у већем делу Лике и Горског котара; Панонски, дуж Драве и Дунава; и континентални, у преосталим деловима државе. Међу најзначајније делове земље су и крашке области, где спадају и оне под водом, попут кањона Зрмање и Крке, али бигарска подручја, заједно са оним подземним подручјима. Крашка геологија произвела је око 7.000 пећина и јама, од којих су многе насељене троглобитима, искључиво пећинским животињама, попут човечје рибице, која представља врсту пећинског саламандера и јединог европског троглодитског кичмењака. Шуме су такође значајне у земљи, а покривају 26.487,6 2, што представља 46,8% укупне површине копненог дела Хрватске. Други типови станишта укључују мочваре, траве, блатна, обалска и морска подручја. Када је реч о фитогеографији, Хрватска је део холарктичког флористичког царства, тачније део је илирске (балканске) и средњоевропске провинције циркумбореалног региона, али је део и јадранске провинције у оквиру медитеранског региона. Светска фондација за природу поделила је Хрватску на три екорегиона — панонске мешовите шуме, мешовите шуме Динарских планина и илирске листопадне шуме. Биоми у Хрватској укључују умерене листопадно-мешовите шуме и медитеранске шуме, шумовите и голе крајеве, све припаднице палеоарктичке екозоне.
Хрватска има 38.226 познатих врста, од чега су 2,8% ендемских; стваран број (укључујући и неоткривене врсте) процењује се на између 50.000 и 100.000 врста. Ова процена је подржана открићем скоро 400 нових врста бескичмењака у периоду између 2000. и 2005. године. Постоји више од 1.000 ендемских врста, посебно на планинама Велебит и Биоково, на острвима у Јадранском мору и у крашким рекама. Под заштитом државе је тренутно 1.131 врста. Домаће сорте биљака и животињских раса су такође бројне; оне укључују пет раса коња, исто толико раса стоке, осам раса оваца, две расе свиња и живина. Међу овим домаћим врстама налазе се чак девет угрожених или критично угрожених врста.
| Познате и ендемске врсте у Хрватској | Познате и ендемске врсте у Хрватској | Познате и ендемске врсте у Хрватској | Познате и ендемске врсте у Хрватској | Познате и ендемске врсте у Хрватској |
| Име                                  | Познате врсте                        | Ендемске врста                       | Ендемске врсте, %                    |                                      |
| ------------------------------------ | ------------------------------------ | ------------------------------------ | ------------------------------------ | ------------------------------------ |
| Биљке                                | 8.871                                | 523                                  | 5,90%                                |                                      |
| Гљиве                                | 4.500                                | 0                                    | —                                    |                                      |
| Лишаји                               | 1.019                                | 0                                    | —                                    |                                      |
| Сисари                               | 101                                  | 5                                    | 4,95%                                |                                      |
| Птице                                | 387                                  | 0                                    | —                                    |                                      |
| Гмизавци                             | 41                                   | 9                                    | 21,95%                               |                                      |
| Водоземци                            | 20                                   | 7                                    | 35,00%                               |                                      |
| Речне рибе                           | 152                                  | 17                                   | 12,00%                               |                                      |
| Морске рибе                          | 442                                  | 6                                    | 1,36%                                |                                      |
| Копнени бескичмењаци                 | 15.228                               | 350                                  | 2,30%                                |                                      |
| Речни бескичмењаци                   | 1.850                                | 171                                  | 9,24%                                |                                      |
| Морски бескичмењаци                  | 5.655                                | 0                                    | —                                    |                                      |
| Укупно                               | 38.266                               | 1.088                                | 2,84%                                |                                      |

Постоје 444 заштићених подручја у Хрватској који обухватају 8,5% територије државе. Ово укључује и осам националних паркова, два строга резервата и 11 паркова природе, што чини 78% укупног заштићеног подручја. Најпознатије заштићено подручје и уједно најстарији национални парк јесу Плитвичка језера, која су и део УНЕСКО-ве светске баштине. Национални парк Велебит део је УНЕСКО-вог програма Човек и биосфера. Строги и специјални резервати, као и национални и паркови природе, под управом су и заштитом централне владе, док су друга заштићена подручја под управом жупанија. Године 2005, Национална еколошка мрежа постављена је као први корак у припреми за чланство у Европску унију и Хрватска се тада придружила мрежи Natura 2000.
Уништење станишта представља претњу биодиверзитету у Хрватској, сходно томе да су велике површине природних станишта претворене у обрадиво пољопривредно земљиште, док се фрагментација станишта јавља изградњом и проширивањем путева. Даља претња за биодиверзитет је и увођење инвазивних врста, од којих су посебно проблематичне Caulerpa racemosa и Caulerpa taxifolia. Инвазивне алге се прате и редовно уклањају како би се заштитио бентал. Пољопривредне монокултуре се такође могу сматрати претњом по биодиверзитет.
Хрватска има 8 националних паркова: Бриони, Корнати, Крка, Мљет, Пакленица, Плитвичка језера, Рисњак и Северни Велебит.

### Екологија
Еколошки отисак хрватске популације и индустрије значајно варира од региона до региона у земљи, с обзиром да је 50% популације сконцентрисано на 26,8% површине државе, а посебно је велики утицај града Загреба и Загребачке жупаније — ове области заузимају свега 6,6% укупне територије Хрватске, али у овим областима живи чак 25% становништва. Еколошки отисак, због видног повећаног развоја насеља и морске обале, води до фрагментације станишта. Између 1998. и 2008. године највеће промене у коришћењу земљишта односиле су се на вештачки развијена подручја, али је ипак обим развоја занемарљив у односу на друге земље чланице ЕУ.
Хрватска агенција за за животну средину, јавна установа основана од стране Владе Републике Хрватске с циљем да прикупља информације о животној средини, утврдила је додатне еколошке проблеме, као и различите степене напретка у погледу сузбијања њиховог утицаја на животну средину. Ови проблеми укључују правно неадекватне депоније, као и присуство дивљих депонија; између 2005. и 2008. године рехабилитоване су 62 овлашћене и 423 дивље депоније. У истом периоду, број издатих дозвола за управљање отпадом је удвостручен, док је годишњи обим комуналног чврстог отпада повећан за 23%, достигавши 403 килограма по глави становника. Процеси ацидификације земљишта и деградације органске материје присутни су широм Хрватске, са повећањем нивоа салинитета тла у долини реке Неретве и ширењем области алкалних соли у Славонији.
Ниво загађења ваздуха у Хрватској одражава пад индустријске производње забележен 1991. године на почетку хрватског рата за независност — предратне емисије загађења достигнуте су само 1997. године. Употреба десумпоризованих горива довела је до смањења емисије сумпор-диоксида од чак 25% у периоду од 1997. до 2004. године, а за још 7,2% до 2007. године. Раст емисије азотних оксида заустављен је 2007. и преокренут 2008. године. Употреба безоловног бензина довела је до смањења емисије олова за чак 91,5% у периоду од 1997. до 2004. године. Мерења квалитета ваздуха показују да је ваздух у руралним срединама у суштини чист, док је у урбаним срединама генерално у складу са законским одредбама. Најзначајнији извори гасова стаклене баште долазе од енергетске производње (72%), индустрије (13%) и пољопривреде (11%). Просечна годишња стопа пораста емисије гасова стаклене баште износи 3%, што је у складу са одредбама Кјото протокола. Између 1990. и 2007. године, употреба супстанци које оштећују озонски омотач смањена је за невероватних 92%, док се очекује да ће употреба ових супстанци бити укинута у наредном периоду.
Иако Хрватска има довољно водних ресурса на располагању, они нису расподељени равномерно, а губитак јавне мреже за водоснабдевање се и даље процењује на чак 44%. Између 2004. и 2008. године, број станица за праћење загађења површинских вода порастао је за 20%; агенција за животну средину је у овом периоду пријавила 476 случајева загађења воде. Истовремено, ниво загађења органским отпадом је благо смањен, што се приписује завршетку нових постројења за третман отпадних вода; њихов број порастао је за 20%, достигавши цифру 101. Скоро све хрватске издани подземних вода су врхунског квалитета, за разлику од расположивих површинских вода; квалитет ових других варира у погледу биохемијске потрошње кисеоника и бактериолошких резултата анализа воде. Од 2008. године, 80% хрватског становништва снабдева се водом из јавног водовода, али свега 44% становништва има приступ јавној канализационој мрежи, са септичним системима у употреби. Мониторинг квалитета воде Јадранског мора између 2004. и 2008. године показао је веома добре, олиготрофне услове дуж већег дела обале, док су области са повећаном еутрофикацијом забележени у заливима Бакар, Каштела, у луци Шибеник и код Плоча; друге области локализованог загађења идентификоване су у близини већих приморских градова. Између 2004. и 2008. године, агенција за животну средину идентификовала је 283 случаја загађења мора (укључујући и 128 случајева загађења од стране бродова), што представља пад од 15% у односу на претходни извештај, у коме је обухваћен период између 1997. и августа 2005. године.

### Употреба земљишта
Од 2006. године, 46,8% укупне територије Хрватске било је под 26.487,6 km² шуме и грмља, а 22.481 km² земљишта, односно 40,4% територије, било је коришћено за различите пољопривредне сврхе, укључујући 4.389,1 km² земљишта, односно 7,8% територије, под сталним усевима. Жбуње и трава покривају 4.742,1 km² или 8,4% територије, унутрашње воде 539,3 km² или 1,0%, док мочваре заузимају површину од 200 km² или 0,4% територије Хрватске. Вештачке површине, које се претежно састоје од урбаних подручја, путева, не-пољопривредне вегетације, спортских области и других рекреативних садржаја, заузимају 1.774,5 km² или 3,1% територије земље. Највећи покретач промена начина коришћења земљишта је ширење насеља и изградња путева.
Због хрватског рата за независност, постоје бројни остаци минских поља у Хрватској, углавном поред бивших линија фронтова. Од 2006. године се сматра да се на чак 954,5 km² налазе различита минска поља. Од 2012. године, 62% преосталих минских поља налазе се у шумама, 26% њих смештено је на пољопривредном земљишту, док се 12% њих налазе на неком другом земљишту; очекује се да ће уклањање мина бити завршено до 2019. године.

### Региони
Хрватска је традиционално подељена на бројне географске регије, које се често преклапају и чије границе нису увек најјасније дефинисане. Највеће и најпрепознатљивије регије широм земље су Средишња Хрватска (такође описана и као Загребачки макро-регион), Источна Хрватска (углавном одговара Славонији) и планинска Хрватска (Лика и Горски котар, на западу до Средишње Хрватске). Ове три регије обухватају унутрашњи, односно континентални део Хрватске. Приморска Хрватска састоји се још од два региона: Далмација или јужно приморје, између ширег подручја Задра и саме јужне границе државе, и северно приобаље, које се налази северно од Далмације и обухвата Хрватско приморје и Истру. Географске регије обично нису у складу са жупанијским границама нити другим административним јединицама, а све оне обухватају даље, прецизније географске регије.

## Друштвена географија

### Демографија
Демографске карактеристике хрватског становништва познате су на основу пописа који се нормално обављају у интервалу од десет година и анализирају од стране разних статистичких завода још од 1850-их. Хрватски завод за статистику обавља овај посао од 1990-их година, односно од независности. Најновији попис становништва у Хрватској обављен је априла 2011. године, према коме у Хрватској живи 4,29 милиона становника. Густина насељености износи 75,8 становника по квадратном километру, а просечан животни век 75,7 година. Становништво је континуирано расло (са изузетком пописа обављених после два светска рата) од 2,1 милиона 1857. године до 1991. године, када је достигло број од 4,7 милиона. Од 1991. године стопа смртности у Хрватској континуирано премашује стопу наталитета, па је данас природни прираштај становништва негативан. Хрватска је тренутно земља у демографској транзицији у четвртој или петој фази. У погледу старосне структуре, доминира становништво старости између 15 и 64 година живота. Просечна старост становништва износи 41,1 година, а однос полова је 0,93 мушкарца према једној жени.
Хрватска је насељена углавном Хрватима (89,6%), док мањине представљају Срби (4,5%) и 21 осталих ентитета (мање од 1% сваки) признатих Уставом Хрватске. Демографска историја Хрватске обележена је бројним миграцијама, укључујући: долазак Хрвата у ове области; раст мађарског и немачког говорног становништва након хрватске уније са Угарском; спајање са Хабзбуршком монархијом; миграције покренуте османским освајањима; и раст италијанског говорног становништва у Истри и Далмацији за време владавине Млетачке републике у поменутим областима. Након распада Аустроугарске, опао је проценат мађарског становништва, док је немачко говорно становништво истерано или је побегло крајем и после Другог светског рата, а сличну судбину претрпело је и италијанско становништво. Крај 19. и читав 20. век обележиле су економске миграције великих обима у иностранство. Током 1940-их и 1950-их година, када је Хрватска била у саставу Југославије, забележене су значајне унутрашње миграције у Југославији, углавном као последица урбанизације. Последње забележене велике миграције десиле су се током хрватског рата за независност, када је расељено више стотина хиљада становника.
Хрватски језик је званичан језик у Хрватској, док су уставно признати и језици мањина, који су у службеној употреби у појединим јединицама локалне самоуправе. Хрватски као матерњи језик признаје 96% становништва. Истраживање из 2009. године открило је да 78% Хрвата тврде да познају барем један страни језик — углавном енглески. Најзаступљенија религија у Хрватској је католицизам, са 86,3% католика у држави. Након католицизма, најзаступљенији су православно хришћанство (4,4%) и ислам (1,5%). Стопа писмености у Хрватској износи 98,1%. Удео становништва старијег од 15 година који поседује академско звање нагло је порастао од 2001. до 2008. године, који се у овом периоду удвостручио и достигао стопу од 16,7%. Процењује се да се 4,5% БДП троши на образовање. Основно и средње образовање у Хрватској доступни су како на хрватском језику, тако и на језицима уставом признатих мањина. Хрватска има универзални систем здравствене заштите од 2010. године, а држава издваја 6,9% БДП-а за здравство. Према подацима из септембра 2011. године, просечна нето зарада по становнику износила је 5.397 куна (729 евра). Најзначајнији извори запошљавања у 2008. години били су трговина на велико и мало, прерађивачка индустрија и грађевинарство. Октобра 2011. године стопа незапослености износила је 17,4%. Средњи еквивалент прихода домаћинства у Хрватској надмашио је куповну моћ десет других земаља које су се 2004. године придружиле Европској унији, док заостаје за просеком ЕУ. Према попису из 2011. године, забележено је укупно 1,5 милиона домаћинстава, од којих већина поседује стамбене просторе у којима живи.

### Политичка географија
Хрватска је први пут подељена на регионе у средњем веку. Подела се мењала током времена, одражавајући губитак територија отоманским освајањем и каснијим ослобађањем исте територије, поред промена у политичком статусу Далмације, Дубровника и Истре. Традиционална подела земље на жупаније укинута је 1920-их година, када је Краљевина СХС увела области и бановине. Хрватска под комунистичком владавином, као саставни део послератне Југославије, укинула је раније поделе и увела (претежно руралне) општине, поделивши тако државу на око стотину општина. Жупаније су враћене поново 1992. године, али значајно измењене у односу на територије које су обухватале 1920-их. На пример, Транслајтенски део Хрватске био је подељен на осам жупанија са седиштима у Бјеловару, Госпићу, Огулину, Пожеги, Вуковару, Вараждину, Осијеку и Загребу, док је 1992. законодавно основано 14 жупанија на тој истој територији. Међимурска жупанија основана је у истоименом региону Тријанонским споразумом. Хрватски устав из 1990. године наложио је отварање коморе жупанија у оквиру владе, као и за саме жупаније, без навођења имена и броја. Међутим, жупаније нису заправо поново успостављене све до 1992. године, а прва комора жупанија изабрана је 1993. године.
Поновним увођењем жупанија 1992. године Хрватска је подељена на 20 жупанија и главни град Загреб, с тим да Загреб има ауторитет и правни статус жупаније и града у исто време (Загребачка жупанија ван територије града је одвојена 1997. године). Од тада, границе жупанија промениле су се у неким случајевима (због историјских веза и различитих захтева градова), са најновијим ревизијама из 2006. године. Жупаније су подељене на 127 градова и 429 општина.
Номенклатура статистичких територијалних јединица (НСТЈ) Европске уније дели Хрватску у више нивоа. Први ниво ставља целу државу у једну јединицу, док се други ниво састоји из три јединице; то су Централна и Источна (Панонска) Хрватска, Северозападна Хрватска и Јадранска Хрватска. Последња јединица обухвата све жупаније дуж јадранске обале. Северозападна Хрватска обухвата град Загреб и жупаније Крапина-Загорје, Вараждин, Копривница-Крижевци, Међимурје и Загреб, док Централна и Источна Хрватска обухвата остале жупаније — Вјеловар-Билогора, Вировитица-Подравина, Пожега-Славонија, Брод-Посавина, Осијек-Барања, Вуковар-Срем, Карловац и Сисак-Мославина. Појединачне жупаније и град Загреб представљају трећи ниво НСТЈ поделе Хрватске. Подела локалних административних јединица је двостепена. Први степен се поклапа са поделом на жупаније и град Загреб, док други степен одговара подели на градове и општине у Хрватској.
| Жупанија              | Седиште        | Површина (km²) | Становништво |
| --------------------- | -------------- | -------------- | ------------ |
| Бјеловар-Билогора     | Бјеловар       | 2.652          | 119.743      |
| Брод-Посавина         | Славонски Брод | 2.043          | 158.559      |
| Дубровник-Неретва     | Дубровник      | 1.783          | 122.783      |
| Истра                 | Пазин          | 2.820          | 208.440      |
| Карловац              | Карловац       | 3.622          | 128.749      |
| Копривница-Крижевци   | Копривница     | 1.746          | 115.582      |
| Крапина-Загорје       | Крапина        | 1.224          | 133.064      |
| Лика-Сењ              | Госпић         | 5.350          | 51.022       |
| Међимурје             | Чаковец        | 730            | 114.414      |
| Осијек-Барања         | Осијек         | 4.152          | 304.899      |
| Пожега-Славонија      | Пожега         | 1.845          | 78.031       |
| Приморје-Горски Котар | Ријека         | 3.582          | 296.123      |
| Шибеник-Книн          | Шибеник        | 2.939          | 109.320      |
| Сисак-Мославина       | Сисак          | 4.463          | 172.977      |
| Сплит-Далмација       | Сплит          | 4.534          | 455.242      |
| Вараждин              | Вараждин       | 1.261          | 176.046      |
| Вировитица-Подравина  | Вировитица     | 2.068          | 84.586       |
| Вуковар-Срем          | Вуковар        | 2.448          | 180.117      |
| Задар                 | Задар          | 3.642          | 170.398      |
| Загребачка жупанија   | Загреб         | 3.078          | 317.642      |
| Загреб                | Загреб         | 641            | 792.875      |

### Урбанизација
Просечна стопа урбанизације у Хрватској износи 56%, са све већим бројем градског, а све мањим бројем сеоског становништва. Највећи град и престоница државе је Загреб који броји 686.568 становника. Градско подручје града Загреба обухвата 341 додатно насеље и до 2001. године становништво овог подручја достигло је број од 978.161. Око 60% становништва Загребачке жупаније живи на подручју града Загреба, што чини 41% укупног броја становника Хрватске. Градови Сплит и Ријека представљају највећа приморска насеља јадранске обале у Хрватској, са преко 100.000 становника у сваком од њих. Постоје још четири хрватска града који имају преко 50.000 становника, а то су Осијек, Задар, Пула и Славонски Брод; Загребачки округ Сесвете, који има статус самосталног насеља, али не и града, такође има значајно велику популацију. Осталих 11 градова у Хрватској имају преко 20.000 становника.
| 1                            | Загреб         | Загреб                | 688.163 | 790.017 |
| 2                            | Сплит          | Сплит-Далмација       | 167.121 | 178.102 |
| 3                            | Ријека         | Приморје-Горски Котар | 128.314 | 128.624 |
| 4                            | Осијек         | Осијек-Барања         | 83.104  | 108.048 |
| 5                            | Задар          | Задар                 | 71.471  | 75.082  |
| 6                            | Пула           | Истра                 | 57.460  | 57.460  |
| 7                            | Славонски Брод | Брод-Посавина         | 53.531  | 59.143  |
| 8                            | Карловац       | Карловац              | 46.833  | 55.705  |
| 9                            | Вараждин       | Вараждин              | 38.839  | 46.946  |
| 10                           | Шибеник        | Шибеник-Книн          | 34.302  | 46.332  |
| 11                           | Сисак          | Сисак-Мославина       | 33.332  | 47.768  |
| 12                           | Винковци       | Вуковар-Срем          | 32.032  | 35.312  |
| 13                           | Велика Горица  | Загребачка жупанија   | 31.553  | 63.517  |
| 14                           | Дубровник      | Дубровник-Неретва     | 28.434  | 42.615  |
| 15                           | Бјеловар       | Бјеловар-Билогора     | 27.024  | 40.276  |
| 16                           | Вуковар        | Вуковар-Срем          | 26.486  | 27.683  |
| 17                           | Копривница     | Копривница-Крижевци   | 23.955  | 30.854  |
| 18                           | Солин          | Сплит-Далмација       | 20.212  | 23.926  |
| 19                           | Запрешић       | Загребачка жупанија   | 19.644  | 25.226  |
| 20                           | Пожега         | Пожега-Славонија      | 19.506  | 26.248  |
| Извор: попис из 2011. године |                |                       |         |         |